# Франц Антон фон Тун-Хоенщайн
Франц Антон/Франтишек де Паула Антонин I фон Тун-Хоенщайн (на немски: Franz Anton Graf von Thun und Hohenstein; на чешки: František de Paula Antonín I Thun-Hohenstein; * 3 октомври 1786, Прага; † 18 януари 1873, Дечин, Бохемия) е граф на Тун и Хоенщайн.

## Произход
Той е син на граф Венцел Йозеф фон Тун-Хоенщайн (1737 – 1796) и графиня Мария Анна фон Коловрат-Либщайнски (1750 – 1828), дъщеря на граф Ян Винцент Коловрат-Либщайнски (1723 – 1750) и графиня Елизабет Каролина Мария Йозефа фон Коловрат-Краковски, фрайин фон Угезд (1728 – 1815).
На 9 юли 1911 г. внуците му стават князе на Тун и Хоенщайн.

## Фамилия
Франц Антон се жени на 5 септември 1808 г. в Бохосудов (Марияшайн при Теплиц), Бохемия, за графиня Терезия Мария Анна фон Бюл (* 8 ноември 1784, Пфьортен; † 8 март 1844, Прага), дъщеря на граф Алойз Фридрих фон Брюл (1739 – 1793) и графиня Йозефа Кристина Анна Шафгоч-Земперфрай фон Кинаст и Грайфенщайн (1764 – 1846). Те имат трима сина и две дъщери:
- Франц/Франтишек де Паула Филип Антонин II (* 14 юни 1809, Прага; † 22 ноември 1870, Прага), отказва се от наследствените си права, женен на 16 август 1846 г. в Бржевнов за Мария Магдалена Кьониг (* 14 май 1810, Прага; † 18 май 1899, Прага); имат трима сина и три дъщери
- Бедрих Фридрих/Франтишек Йозеф Вацлав Михаел Винцент (* 8 май 1810, Дечин; † 2 септември 1881, Дечин), австрийски дипломат, посланик в Стокхолм (1847), Мюнхен (1848), Берлин (1852), Ст. Петербург (1859), женен на 15 септември 1845 г. в Прага за графиня Леополдина фон Ламберг, фрайин фон Щайн и Гутенберг (* 9 април 1825, Брюн; † 10 април 1902, Прага); имат 11 деца, между тях:
  - Франц Лев Франтишек де Паула Антонин Йозеф Бедрих (1847 – 1916), от 1911 г. 1. княз на фон Тун-Хоенщайн
  - Ярослав Франц де Паула Фридрих Дезидериус Мария Йозеф Ромедиус (1864 – 1929), 2. княз на фон Тун-Хоенщайн
- Леополд Лев Антонин III (* 7 април 1811, Дечин; † 17 декември 1888, Виена), австрийски политик, министър на науките, автор, женен на 14 октомври 1847 г. в Клам за графиня Каролина Мария фон Клам-Мартинитц (* 11 юли 1822; † 10 юли 1898, Ишл)
- Анна Мария (* 2 юли 1812, Дечин; † 11 октомври 1885, Прага), омъжена на 16 август 1847 г. в Дечин за Др.мед. Карл Лумбе (* 23 август 1807, Прага; † 6 август 1885, Прага)
- Йозефина Елизабет „Жуза“ (* 3 октомври 1815, Прага; † 13 март 1895, Прага)